# Манушкино (деревня, Всеволожский район)
Ману́шкино (фин. Pieni Manuskala, Suuri Manuskala) — деревня Колтушского городского поселения Всеволожского района Ленинградской области.

## История
Впервые упоминается в 1500 году в Писцовой книге Водской пятины как деревня Манушкино Нижний Двор и деревня Манушкино Средний Двор в Келтушском погосте.
Первые картографические упоминания деревни приходятся на XVII век, это селение Manuskala на «Карте Ингерманландии: Ивангорода, Яма, Копорья, Нотеборга» в 1676 году, а также на карте Ингерманландии 1690 года и карте Нотебургского лена, начерченной с оригинала первой трети XVII века, в 1699 году.
Деревня Manuskala упоминается в наиболее старых из сохранившихся церковных регистрационных книгах Колтушского лютеранского прихода, начиная с 1745 года.
Манушкино обозначено на карте Я. Ф. Шмидта 1770 года. К концу XVIII века в 1 км юго-западнее Манушкина появилось Малое Манушкино. Тогда же к более старому прибавилось определение Большое.
Две соседние деревни под названием Большие и Малые Манюшки упоминаются на «карте окружности Санкт-Петербурга» 1810 года.

МАНУШКИНА БОЛЬШАЯ — деревня принадлежит ротмистру Александру Чоглокову, жителей по ревизии 68 м. п., 55 ж. п.(1838 год)

В 1844 году деревня Большое Манушкино насчитывала 20 дворов.
На этнографической карте Санкт-Петербургской губернии П. И. Кёппена 1849 года упомянуты две деревни — «Suuri Manuskala» и «Pieni Manuskala», расположенные в ареале расселения савакотов.
В пояснительном тексте к этнографической карте указано количество жителей деревни Suuri Manuskala (Большая Манушкина) на 1848 год: савакотов — 91 м. п., 83 ж. п., всего 174 человека, финляндских карелов — 18 м. п., 23 ж. п., всего 41 человек и 2 русских семьи.

МАНУШКИНА БОЛЬШАЯ — деревня г. Чоглокова, 25 дворов, 84 души м. п. (1856 год)

Число жителей деревни по X-ой ревизии 1857 года: 90 м. п., 101 ж. п..

МАНУШКИНО БОЛЬШОЕ И МАЛОЕ — деревня владельческая, при колодцах; 37 дворов, жителей 146 м. п., 155 ж. п.; (1862 год)

Согласно подворной переписи 1882 года в деревне проживали 44 семьи, число жителей: 101 м. п., 126 ж. п., лютеране: 99 м. п., 121 ж. п., разряд крестьян — собственники, а также пришлого населения 14 семей, в них: 22 м. п., 25 ж. п., все лютеране.

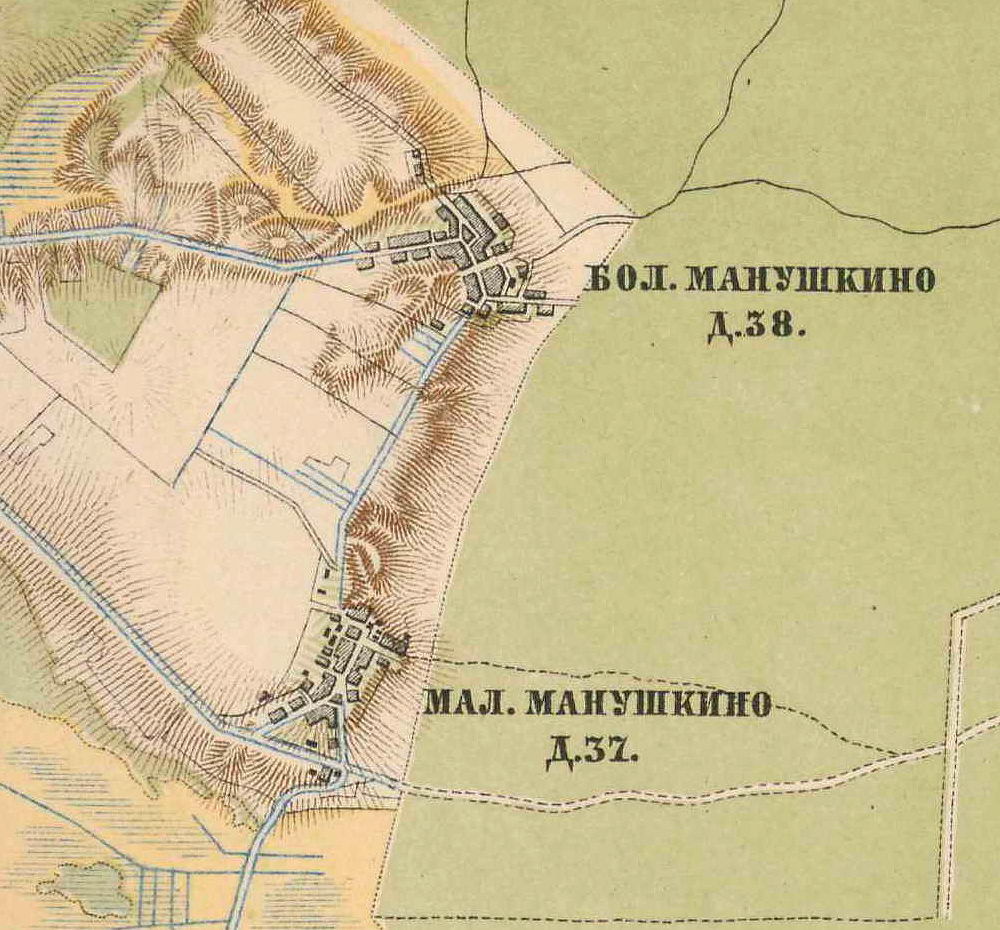
План деревень Большое и Малое Манушкино. 1885 год

В 1885 году деревня Большое Манушкино насчитывала 38 дворов.
В 1892 году в деревне открылась земская школа (Манушкинское училище). Учителем в ней работал выпускник Колпанской семинарии К. Купиайнен.

БОЛЬШОЕ МАНУШКИНО — деревня на земле Манушкинского сельского общества, при просёлочной дороге 52 двора, 135 м. п., 151 ж. п., всего 286 чел. 1 мелочная лавка.

МАНУШКИНСКАЯ ЗЕМСКАЯ ШКОЛА — между деревнями Большое и Малое Манушкино, на земле Манушкинского сельского общества, при просёлочной дороге 1 двор, 1 м. п. (1896 год)

По данным Материалов по статистике народного хозяйства в Шлиссельбургском уезде 1885 года, 38 крестьянских дворов в деревне Большое Манушкино (или 86 % всех дворов), занимались молочным животноводством, 3 крестьянских двора (или 7 % всех дворов), выращивали на продажу смородину, яблоки и клубнику.
С 1896 по 1902 год учителем в Манушкинской земской школе работал выпускник Колпанской семинарии Матти Руотси.
В конце XIX — начале XX века деревня административно относилась к Колтушской волости 2-го стана Шлиссельбургского уезда Санкт-Петербургской губернии. Население деревни было однородным — финским.
В 1909 году в деревне Большое Манушкино было 44 двора.
В 1914 году учителем в земской школе работал Александр Андреевич Ристер.

МАНУШКИНО БОЛЬШОЕ — деревня Манушкинского сельсовета Ленинской волости, 70 хозяйств, 346 душ.

Из них: русских — 2 хозяйства, 7 душ; финнов-ингерманландцев — 68 хозяйств, 339 душ. (1926 год)

В том же 1926 году был организован Манушкинский финский национальный сельсовет, население которого составляли: финны — 1150, русские — 209, другие нац. меньшинства — 7 человек. Ко вновь организованному сельсовету относились деревни: Ёксолово, Манушкино Большое и Манушкино Малое.
В 1931 году он вошёл в состав Новопустошского финского национального сельсовета.

БОЛЬШОЕ МАНУШКИНО — деревня Ново-Пустошского сельсовета, 342 чел. (1939 год)

Национальные сельсоветы были ликвидированы весной 1939 года.

План деревни Большое Манушкино. 1939 год

В 1940 году деревня Большое Манушкино насчитывала 72 двора.
До 1942 года — место компактного проживания ингерманландских финнов.
Разделение на две деревни существовало до 1954 года. Упоминаемая ныне в официальных источниках деревня Манушкино — та, что некогда была Большим Манушкином. Малое Манушкино у автодороги Новая Пустошь — Дубровка существует только на карте .
В 1958 году население деревни составляло 100 человек.
По данным 1966 года деревня Манушкино входила в состав Колтушского сельсовета.
По данным 1973 года деревня Манушкино входила в состав Новопустошского сельсовета.
По данным 1990 года деревня Манушкино входила в состав Разметелевского сельсовета.
В 1997 году в деревне проживали 11 человек, в 2002 году — 15 человек (русские — 73 %), в 2007 году — также 15.
С 2013 года в составе Колтушского сельского поселения.

## География
Деревня находится в южной части района на автодороге 41К-067 (Новая Пустошь — Невская Дубровка), к югу от автодороги Р21 (E 105, Санкт-Петербург — Петрозаводск — Мурманск) «Кола» и к востоку от деревни Разметелево.
К юго-западу от деревни находится железнодорожная платформа Манушкино и одноимённый пристанционный посёлок.
Деревня находится на Колтушской возвышенности, между Круглым болотом и урочищем Кулики.

## Демография
| 1862 | 2007 | 2010 | 2017 |
| ---- | ---- | ---- | ---- |
| 301  | ↘15  | ↗47  | ↗57  |

Национальный состав
Согласно данным Всероссийской переписи населения 2021 года в деревне проживали 172 человека, из них:
 русские — 59, марийцы — 1, татары — 1, другие национальности — 1 человек, остальные национальность не указали.

## Административное подчинение
- с 1 марта 1917 года — в Манушкинском сельсовете Колтушской волости Шлиссельбургского уезда.
- с 1 февраля 1923 года — в Манушкинском сельсовете Ленинской волости Ленинградского уезда.
- с 1 августа 1927 года — в Манушкинском сельсовете Ленинского района Ленинградского округа.
- с 1 июля 1930 года — в Манушкинском сельсовете Ленинградского Пригородного района.
- с 1 августа 1931 года — в Ново-Пустошском сельсовете
- с 1 августа 1936 года — в Ново-Пустошском сельсовете Всеволожского района
- с 1 июня 1954 года — в Колтушском сельсовете[35].

## Экономика
В 2004 году к юго-востоку от деревни был создан песчаный карьер «Манушкино». Сейчас его разрабатывает ОАО «Рудас», которое входит в группу компания ЛСР. В центре карьера образовался протяжённый пруд.
В 2010 году вблизи Манушкина (южнее дороги на Невскую Дубровку, на бывших пастбищах хозяйства «Хапо-Ое») начато строительство коттеджного посёлка «Петровские сады».

## Улицы
Красивая, Лесная, Луговая, Малиновая, Новая, Озёрная, Озёрный переулок, Родниковая, Рябиновая, Садовая, Садовый переулок, Сиреневая, Солнечная, Центральная, Южная.